# Лев Яшин
Вижте пояснителната страница за други личности с името Яшин.
Лев Иванович Яшин (на руски: Лев Иванович Яшин) е съветски футболист, определян като най-великият вратар за всички времена. Наричан е „Черната пантера“ поради своя рефлекс и физика, а и защото винаги облича изцяло черен екип. Противниците му го наричат още „Черния паяк“ и „Черния октопод“ заради дългите му ръце. Освен като блестящ вратар Яшин е известен и като спортсмен. ФИФА учредява наградата „Лев Яшин“ за най-добър вратар на световното първенство.
Яшин е единственият вратар, който става носител на Златната топка (1963). Спасява около 150 дузпи – рекорд за професионален вратар. Олимпийски шампион (1956), Европейски шампион (1960), 5 пъти шампион на СССР и 3 пъти носител на Купата на СССР. Край стадиона на Динамо Москва е издигната бронзова статуя на Яшин. Според резултатите от анкета на ФИФА от 2000 г. Яшин попада в отбора на 20 век и е определен за вратар на века.

## Биография

### Ранни години
Лев Яшин е роден в Москва, район Богородско в работническо семейство. Баща му Иван Петрович е бил шлосер с висока квалификация и работил като шлифовчик в авиационен завод в северозападния московски район Тушино. Майка му Анна Mитрофановна работила в завода „Червен богатир“. Яшини са живели като едно голямо семейство с братята и сестрите на Анна Митрофановна в Москва на ул. „Милионна“ № 15. В двора на къщата местните деца, включително Лев, постоянно играят футбол през пролетта, лятото и есента при всяко време, до тъмно. В тези игри Яшин добива първия вратарски опит. През зимата самите деца заливат в двора и на ледената пързалка играят хокей с топка. тренират и ски скокове от трамплин. Лев Иванович си спомня, че при това хоби е падал, наранявал се е, но се е научил да се държи на краката си, да не се страхува от височини, да контролира тялото си. Яшин вярва, че такива физически упражнения го подготвят добре за спортове за възрастни и по-късно той приписва високия травматизъм и наранявания на други играчи от висшата лига на факта, че „в детството си те малко са бягали, скачали, играли футбол, катерили се по дървета и пързаляли на кънки“.
Началото на Великата отечествена война заварва 11-годишния Лев край Подолск у роднини, при които е изпратен от родителите си за лятната ваканция. През октомври военният завод, в който работи баща му Иван Петрович, е евакуиран край Уляновск и цялото семейство се премества там. Затова Лев отбелязва 12-ия си рожден ден, разтоварвайки влак със заводските машини . В този завод през пролетта на 1943 г., едва на 12 години, той започва работа като помощник-металоработник (ученик на шлосер). Още на 16 години Лев Яшин е удостоен с първата държавна награда – медал "За доблестен труд във Великата Отечествена война 1941—1945 г. 

### Спортна кариера
Семейството на Яшин се завръща в Москва през 1944 г. Лев продължава да работи в завода. Цялото си свободно време посвещава на любимата си игра като вратар на отбора „Красный Октябрь“ (Червеният Октомври) от Тушино. На 18 години е призован в армията. Служи в Москва и тук е забелязан от треньора на футболния клуб „Динамо“ (Москва) Аркадий Ив. Чернишов, който го поканва в младежкия отбор на клуба. През пролетта на 1949 г. Яшин става третият вратар на тима – заместник на Алексей Хомич и Валтер Саная. Оттогава Лев Яшин играе само за този клуб, до края на футболната си кариера през 1971 година. С него става шампион на страната 5 пъти (1954, 1955, 1957, 1959 и 1963) и носител на купата на СССР 3 пъти (1953, 1967 и 1970).
В началото на спортната си кариера Яшин също играе хокей на лед (от 1950 до 1953). През 1953 г. става носител на Купата на СССР по хокей и бронзов медалист на шампионата на СССР, също на поста вратар. Преди световното първенство по хокей през 1954 г. е кандидат за националния отбор на СССР, но решава да се концентрира върху футбола.
През 1954 г. Яшин получава първата повиквателна в сборния отбор на СССР. В него изиграва 78 мача и печели най-големите успехи в историята на отбора. Шампион е на Олимпийските игри през 1956 и Европейското първенство през 1960 г. На следващото ЕП през 1964 г. е вицешампион с отбора. Играе на финалните турнири на 3 световни първенства (1958, 1962 и 1966), като на последното достига до полуфинал. Участва в отбора като трети вратар и на СП през 1970 г., но на практика не влиза в игра. В 13 мача от световните първенства запазва вратата си „суха“ 4 пъти. През 1971 г. в Москва играе последния си мач за Динамо, този път срещу сборен европейски отбор.
Един от най-запомнящите се мачове, в които играе, е „Мачът на столетието“ през 1963, когато Англия играе на Уембли срещу сборен отбор на света по повод 100 години от създаването на Футболната асоциация. Яшин прави редица изумителни и почти невероятни спасявания и не допуска гол. През второто полувреме е сменен от югославския вратар Милутин Шошкич, който допуска два гола и световният отбор губи мача с 1:2. Същата година Лев Яшин получава най-високата награда за футболист – Златната топка. Той е единственият вратар в историята на футбола, печелил тази награда. .
За своите заслуги към държавата и народа Лев Яшин е награден двукратно с най-престижното отличие в СССР – Орден Ленин. Последният мач на Яшин се играе на стадион „Ленин“ в Москва пред 103 000 души, като в мача участват звезди като Пеле, Еузебио, Франц Бекенбауер и Боби Чарлтън. След това работи като треньор. Умира през 1990 от усложнения, причинени от по-ранна ампутация на крака след контузия на коляното.
На северната трибуна на стадион Динамо е поставен паметник на вратаря.

## Статистика
- 812 общо изиграни мача
- 326 изиграни мача за Динамо Москва
- 78 мача за националния отбор на СССР, допуснати само 70 гола
- 13 мача на световни първенства, в 4 мача от които не допуска гол
- 2 участия в сборни отбори на света – срещу Англия (1963) и срещу Бразилия (1968)
- 480 мача, в които не е допускал гол (407 според някои руски сайтове)
- 150 спасени дузпи

## Награди и почетни звания

### Спортни
- Златна топка на Франс футбол – 1963

- Сребърен Олимпийски орден от МОК – 1986 [4]
- Златен орден за заслуги, ФИФА – 1988
- Златен медал за Олимпийски шампион от Олимпиадата в Мелбърн – 1956
- Златен медал за Европейски шампион от Европейското първенство по футбол – 1960
- Сребърен медал за Европейски вицешампион от Европейското първенство по футбол – 1964
- Заслужил майстор на спорта на СССР – 1957

### Държавни
- Орден Ленин – 16.IX.1960 и 1990
- Герой на социалистическия труд – 18.III.1990
- Орден Червено знаме на труда – 1957 и 1971
- Медал „За доблестен труд във Великата Отечествена война 1941 – 1945 г.“ [5]
- Медал „В чест 100-летието от рождението на Владимир Илич Ленин“
- Медал „20 години от победата във Великата Отечествена война 1941 – 1945 г.“
- Медал „30 години от победата във Великата Отечествена война 1941 – 1945 г.“
- Медал „40 години от победата във Великата Отечествена война 1941 – 1945 г.“
- Медал „Ветеран от Въоръжените Сили на СССР“
- Медал „40 години Въоръжени Сили на СССР“
- Медал „50 години Въоръжени Сили на СССР“
- Медал „60 години Въоръжени Сили на СССР“
- Медал „70 години Въоръжени Сили на СССР“
- Медал „50 години съветска милиция“
- Медал „В памет на 800-годишнината на Москва“
- Медал „За безупречна служба 1 степен“
- Медал „За безупречна служба 2 степен“
- Медал „За безупречна служба 3 степен“

## Цитати
| „                         | „Има само двама вратари от световна класа. Единият е Лев Яшин, а другият е германското момче, което играе за Манчестър Сити.“ | “ |
| Лев Яшин за Берт Траутман | |   |

| „                                                                        | „Аз не съм най-добрият вратар в света, най-добрият е Владимир Беара.“ | “ |
| Лев Яшин, при получаването на наградата си за най-добър играч за 1963 г. |                                                                       |   |

| „                                                                          | „Яшин играе по-добър футбол от мен“ | “ |
| Сандро Мацола след мача от 1963 г. Италия-СССР, когато Яшин спасява дузпа. |                                     |   |